# Region Centralny (Rumunia)
Centralny region rozwoju (rum. Regiunea de dezvoltare Centru) jest jednym z 8 regionów rozwoju Rumunii. W granicach regionu znajduje się następujące okręgi:
- Okręg Alba
- Okręg Braszów (rum. Brașov)
- Okręg Covasna
- Okręg Harghita
- Okręg Marusza (rum. Mureș)
- Okręg Sybin (rum. Sibiu)